# Enyalius capetinga
Enyalius capetinga — вид ігуаноподібних ящірок родини Leiosauridae. Ендемік Бразилії. Описаний у 2018 році.

## Поширення і екологія
Enyalius capetinga мешкають у Федеральному окрузі та в сусідніх районах Мінас-Жерайса. Вони живуть в саванах серрадо.